# Ernest Breton (archéologue)
Pour les articles homonymes, voir Ernest Breton et Breton (homonymie).
François Pierre Hippolyte Ernest Breton, dit Ernest Breton (né à Paris le 21 octobre 1812 et mort dans la même ville le 29 mai 1875), est un peintre, illustrateur, écrivain et archéologue français.

## Biographie
Il est le fils Bonaventure Jean-François Breton, officier du génie, et de Céleste-Sophie-Antoinette Colon. Il étudie au collège Saint-Louis.
Il s’intéresse aux arts et à l’architecture après un premier voyage en Italie en 1829. Il devient l'élève des peintres Regnier, Watelet et Champin, et expose quelques paysages au Salon de peinture et de sculpture.
Son goût pour l’art et l’architecture le mène aux études historiques et archéologiques. Il publie dès 1834 des articles dans ces domaines, dans le Musée des familles, et Le Magasin pittoresque.
Il publie avec la collaboration du marquis Achille de Jouffroy, son Introduction à l’Histoire de France, ou description physique, politique et monumentale de la Gaule jusqu’à l’établissement de la monarchie, récompensé de la médaille des antiquités nationales, décernée par l’Académie des inscriptions et des belles-lettres le 2 août 1839.
Il contribue au livre Monuments anciens et modernes de Jules Gailhabaud.
Il écrit et illustre ensuite des livres présentant l’architecture, l’art et l’histoire de différents lieux européens : 
- Précis de l'histoire de l'architecture,
- Monuments de tous les Peuples, 1843 (lire en ligne),
- Pompeia décrite et dessinée, 1855 (lire en ligne),
- Athènes décrite et dessinée, 1862 (lire en ligne),
- Syracuse, 1864 (lire en ligne),
- L’Alhambra, 1873,
- et Grenade, 1875 (lire en ligne).

Certains de ces ouvrages lui vaudront d’être fait chevalier d’ordres honorifiques des pays concernés.
Il est membre de plusieurs sociétés savantes françaises : la Société des études historiques qu'il présidera de 1862 à 1874, la Société des antiquaires de France, la Société ethnologique, la Société philotechnique. Il est aussi membre correspondant de plusieurs sociétés savantes étrangères et de province.
Il publiera avec la Société des études historiques, plusieurs articles biographiques sur des peintres, sculpteurs et architectes français et italiens, destinés à la biographie générale des Didot.

## Distinctions
- Chevalier de la Légion d'honneur (1861)
- Chevalier de l'ordre du Sauveur